# スベトラーナ・グンダレンコ
スベトラーナ・アロノヴナ・グンダレンコ（ロシア語: Светлана Ароновна Гундаренко、英: Svetlana Aronovna Gundarenko、1969年6月23日 - ）は、ソビエト連邦ロシア（のちのロシア連邦）のチェリャビンスク出身の総合格闘家、柔道家、プロレスラー。階級は72 kg超級。身長192 cm。プロレスラーとしてのリングネームはグンダレンコ・テレチコワ。日本での総合格闘家としてのリングネームはグンダレンコ・スベトラーナ。

## 来歴
1989年の世界柔道選手権72 kg超級にはソビエト連邦代表でスヴェトラーナ・グンダレとして出場して5位になった。1991年からソ連のプロ格闘技エージェントDILAに所属しグンダレンコ・テレチコワの名前でプロレス団体FMWに来日。「グンダレンコ」、「テレチコワ」ともに姓風のトージョー・ヤマモトと同様のリングネームであった。グンダレンコは工藤めぐみらと異種格闘技戦と銘打ったプロレスの試合を行った。同年、ソ連邦崩壊。ソ連邦ロシアはロシア連邦に。
1992年にはヨーロッパ柔道選手権大会で優勝するが、バルセロナオリンピックでは旧ソ連統一チーム代表およびオリンピック柔道初のプロ選手として出場し、準々決勝でフランスのナタリナ・ルピノに大内刈で敗れると、敗者復活戦でもポーランドのベアタ・マクシモフに効果で敗れて7位に終わった。1993年からはロシア代表として世界選手権に出場すると、72 kg超級では3位となったが、無差別は5位にとどまった。1994年には地元のロシア柔道国際で優勝を飾った。1995年にはヨーロッパ柔道選手権で2度目の優勝を遂げる。同年、日本初の女子総合格闘技L-1に参加。決勝で神取忍を破り、優勝した。世界柔道選手権では5位だった。1996年にはロシア柔道国際で2度目の優勝を果たすが、アトランタオリンピック柔道では準決勝で中国の孫福明に技ありで敗れると、3位決定戦でもフランスのクリスティーヌ・シコに一本背負投で敗れて5位に終わり、メダルを獲得することが出来なかった。1999年の世界柔道選手権無差別では5位だった。引退後はパブを開いたり、大柄な女性向けのファッションショーにも出演した。また、リトアニア人と結婚した。柔道のコーチを務めている。

## 戦績

### 柔道
72 kg超級での戦績
- 1989年 - フランス国際　5位
- 1989年 - 世界選手権　5位
- 1990年 - ドイツ国際　5位
- 1990年 - 福岡国際　3位
- 1991年 - ドイツ国際　2位
- 1991年 - ヨーロッパ選手権　3位
- 1992年 - ドイツ国際　2位
- 1992年 - ポーランド国際　優勝
- 1992年 - ヨーロッパ選手権　優勝
- 1992年 - バルセロナオリンピック　7位
- 1993年 - ドイツ国際　3位
- 1993年 - ヨーロッパ選手権　2位
- 1993年 - 世界選手権　72 kg超級　3位　無差別　5位
- 1994年 - ロシア国際　優勝
- 1994年 - ヨーロッパ選手権　3位
- 1995年 - ヨーロッパ選手権　優勝
- 1995年 - 世界選手権　5位
- 1996年 - ロシア国際　優勝
- 1996年 - ヨーロッパ選手権　3位
- 1996年 - アトランタオリンピック　5位
- 1998年 - ロシア国際　3位
- 1998年 - 　フランス国際　3位
- 1998年 - ハンガリー国際　優勝
- 1998年 - ヨーロッパ選手権　5位
- 1999年 - ハンガリー国際　3位
- 1999年 - チェコ国際　3位
- 1999年 - 世界選手権　無差別　5位
- 2000年 - ロシア国際　5位

### 総合格闘技
| 総合格闘技 戦績 | 総合格闘技 戦績 | 総合格闘技 戦績 | 総合格闘技 戦績 | 総合格闘技 戦績 | 総合格闘技 戦績 | 総合格闘技 戦績 |
| --------------- | --------------- | --------------- | --------------- | --------------- | --------------- | --------------- |
| 8 試合          | (T)KO           | 一本            | 判定            | その他          | 引き分け        | 無効試合        |
| 6 勝            | 0               | 5               | 1               | 0               | 0               | 0               |
| 2 敗            | 0               | 1               | 1               | 0               | 0               | 0               |

| 勝敗 | 対戦相手           | 試合結果                   | 大会名                                 | 開催年月日     |
| ○    | 八木淳子           | 5分3R終了 判定6-0          | ReMix GOLDEN GATE 2001                 | 2001年5月3日   |
| ×    | 藪下めぐみ         | 5分2R終了 判定0-3          | ReMix WORLD CUP 2000【準決勝】         | 2000年12月5日  |
| ○    | エリン・トーヒル   | 1R 2:47 袈裟固め           | ReMix WORLD CUP 2000【準々決勝】       | 2000年12月5日  |
| ○    | 井上京子           | 1R 3:28 チョークスリーパー | ReMix WORLD CUP 2000【1回戦】          | 2000年12月5日  |
| ×    | 神取忍             | 1R 4:08 フロントチョーク   | LLPW: ULTIMATE CHALLENGE '98 L-1       | 1998年10月10日 |
| ○    | 神取忍             | 1R 5:55 ネックロック       | LLPW: ULTIMATE CHALLENGE L-1【決勝】   | 1995年7月18日  |
| ○    | 堀田祐美子         | 1R 1:17 ネックロック       | LLPW: ULTIMATE CHALLENGE L-1【準決勝】 | 1995年7月18日  |
| ○    | ミッシェル・アボロ | 1R 0:56 ネックロック       | LLPW: ULTIMATE CHALLENGE L-1【1回戦】  | 1995年7月18日  |